# مطار كادوقلي
يقع مطار كادوقلي في مدينة كادوقلي، عاصمة ولاية جنوب كردفان بجمهورية السودان، ويُعد من المطارات المدنية التي تخدم المنطقة. يُستخدم المطار لتوفير خدمات النقل الجوي لسكان الولاية والمناطق المجاورة، ويُعرف برمزيه الدوليين: إياتا KDX وإيكاو HSLI.

## المرافق
يقع المطار على ارتفاع 1,848 قدمًا (563 مترًا) فوق مستوى سطح البحر. يحتوي على مدرج واحد مرقّم 06/24، سطحه أسفلتي، ويبلغ طوله 2,553 مترًا وعرضه 53 مترًا (8,376 × 174 قدمًا).

## قاعدة كادوقلي الجوية
يستضيف المطار سرب المروحيات للقوات الجوية السودانية، والذي يضم مروحيات من طراز ميل مي-8، ميل مي-24، وميل مي-35.

## الحوادث
في 10 نوفمبر 1979، تحطمت طائرة دوغلاس C-47B برقم التسجيل ST-AHH التابعة للمنظمة الوطنية للزراعة في مطار كادوقلي، وأُتلفت بسبب الحريق الناتج عن الحاد الناتج عن الحادث.